# Miluj mě, jestli to dokážeš
Miluj mě, jestli to dokážeš je český dokumentární film popisující počátky služby sexuální asistence hendikepovaným lidem v Česku.

## Témata filmu
Film realisticky sleduje příběh tří hendikepovaných lidí, kteří se snaží v duchu hesla „Když mohou všichni, proč ne my?“ uspokojit své sexuální potřeby. Jeden z protagonistů je mentálně postižený, druhý po úrazu a třetí je ochromen nemocí. Běžné prostitutky mají s poskytnutím služeb problém, ale v Česku začíná být dostupná služba sexuální asistence. Ve filmu je zachycena příprava protagonistů a jejich složitá výprava za službou, kde musejí překonat různé bariéry. Film se nevyhýbá ani intimnějším záběrům a rozhovorům a zachytává průběh služeb.

## Uvedení filmu
Film byl předpremiérově uveden v srpnu 2016 v Praze v rámci projektu Živé kino a potom na festivalu v Jihlavě, kde získal cenu diváků. Premiéru měl 8. prosince.